# 国民议会 (多哥)
国民议会（法語：Assemblée nationale）是多哥的国家立法机关。国民议会实行一院制，由91名议员组成。现任议长是Dama Dramani。
多哥总统拥有解散议会、颁布议会通过的法令和赦免等权利，总统也可不经议会，直接将某些法案交由全民公决；总统直接领导政府，总理由总统任命，对议会负责；议会可随时提出对政府的不信任案，获议会三分之二通过即可要求政府辞职。